# دوتیویل (اکلاهما)
دوتیویل(به انگلیسی: Dotyville) شهری در ایالت اکلاهما کشور ایالات متحده آمریکا است که جمعیت آن در سرشماری سال ۲۰۱۰ میلادی، ۱۰۱ نفر بوده‌است.